# Wilfried Nöbauer

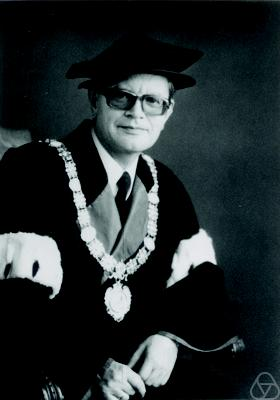
Wilfried Nöbauer im Talar mit Rektorskette

Wilfried Nöbauer (* 21. Juni 1928 in Ungenach; † 12. Februar 1988 in Wien) war ein österreichischer Mathematiker.
Er studierte Mathematik an der Universität Wien und promovierte 1950 bei Edmund Hlawka mit der Dissertation Über einen Satz von Eckmann. 1956 erhielt er den neu geschaffenen Förderungspreis der Österreichischen Mathematischen Gesellschaft.
1962 habilitierte er sich mit Gruppen von Restklassen nach Restpolynomidealen in mehreren Unbestimmten. 1964 wurde er zunächst Professor an der Universität Wien und 1966 wechselte er an die Technische Hochschule in Wien, wo er auch von 1979 bis 1983 Rektor war. 
Zu seinen Doktoranden zählen Martin Aigner, Christiane Floyd, Maria Hoffmann-Ostenhof, Hans Kaiser (Institut für Algebra und Diskrete Mathematik, Vizerektor der TU Wien), Alexander Mehlmann (Professor für Operations Research), Rudolf Lidl, Winfried Bernward Müller und Günter Pilz.

## Werke
- mit Hans Lausch: Algebra of Polynomials. North-Holland 1973
- mit Werner Timischl: Mathematische Modelle in der Biologie. Vieweg 1979
- mit Hans Kaiser: Geschichte der Mathematik für den Schulunterricht. Hölder-Pichler-Tempsky, Wien 1984, 3. Aufl. 2006.